# Домашня лисиця
Домашні лисиці, одомашнені лисиці, ручні лисиці — група одомашнених лисиць, виведених в ході тривалого експерименту в Новосибірському інституті цитології і генетики.
Експеримент з одомашнювання лисиць було розпочато 1959 року радянським генетиком Дмитром Бєляєвим. За основу була взята популяція сріблясто-чорних лисиць (порода рудих, або звичайних, лисиць), яких протягом декількох поколінь відбирали за ступенем слухняності людині. В результаті була виведена група лисиць, схожих з поведінки з собаками — вони виявляють більш соціальну поведінку як з іншими особинами, так і з людьми, більш грайливі і доброзичливі, а також зберігають юнацькі риси в зрілому віці. Хоча селекція проводилася тільки на риси поведінки, відбулися і зовнішні зміни. В результаті часткової втрати меланіну в одомашнених лисиць в забарвленні почали з'являтися білі плями, а у деяких очі стали блакитними. Також стали зустрічатися закручені хвости та звисаючі вуха. Такі зміни дослідники пов'язують з меншим рівнем адреналіну.
В кінці 2011 року в ЗМІ з'явилася інформація про продаж одомашнених лисиць приватним особам, продажу лисиць за кордон були розпочаті раніше. Кістки у лисиць тонші, ніж у собак, тому до них потрібно ставитися ще більш дбайливо. Вони живуть в Америці, Німеччині, Нідерландах. Їх поведінка близька до поведінки собаки, але при цьому лисиці залишаються такими ж незалежними, як кішки. Перед продажем лисиць стерилізують.